# Clotilde Barth

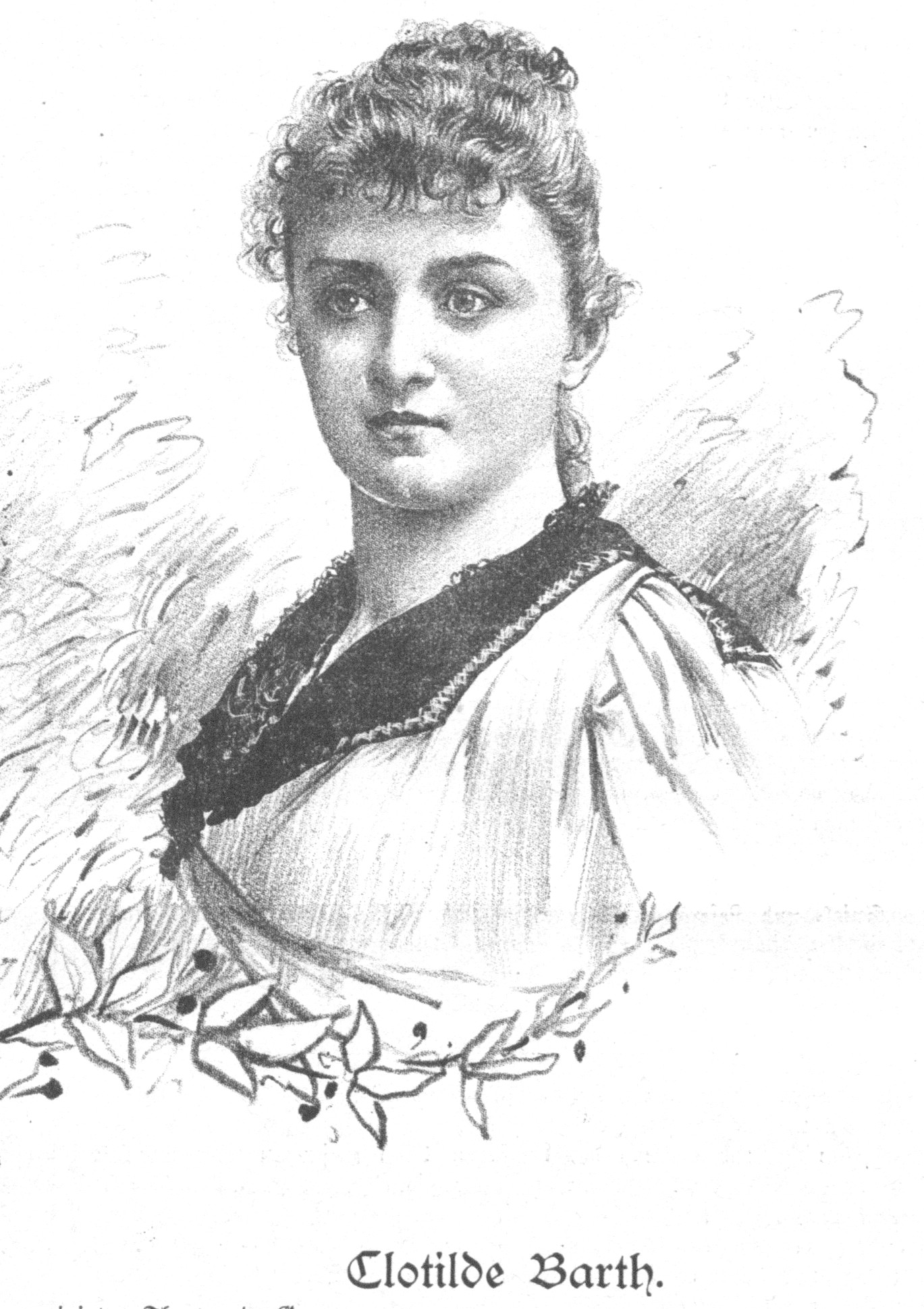
Clotilde Barth im Jahre 1894

Clotilde Barth, auch Clothilde Barth (18. Dezember 1867 in München – 22. Februar 1949 ebenda) war eine deutsche Theaterschauspielerin.

## Leben
Barth war die Tochter des Oberlandesgerichtsrates Carl Barth. Schon in der Schule durch das Lesen der Klassiker und durch den Besuch einiger klassischer Theatervorstellungen für die Kunst begeistert, hatte sie nur einen Wunsch: ebenfalls die Bühnenlaufbahn ergreifen zu können. Nach Besiegung des Widerstandes, den sie diesbezüglich bei ihren Angehörigen gefunden hatte, nahm sie dramatischen Unterricht bei Frau Rita Wagner in München und schon nach eineinhalb Jahren Studium glückte es ihr als „Beatrice“ in der „Braut von Messina“ am Münchner Hoftheater vor die Öffentlichkeit treten zu können. Obzwar sie sowohl dem Publikum als auch der Presse gefiel, machte sie Ernst von Possart dennoch aufmerksam, dass ihre Eigenart sie vielmehr auf das Fach der Heroinen als auf das der Liebhaberinnen hinzuweisen scheine. 
Und in der Tat, gleich bei ihrem, im März 1892 in Aachen absolvierten Gastspiel als „Iphigenie“ und „Jungfrau von Orleans“ fand sie so stürmischen Beifall, dass sie sich entschloss, weiter in dem Fach der ersten Heldinnen und Salondamen zu wirken. Sie verblieb bis zum Jahre 1894 in Aachen, wirkte sodann zwei Jahre am Stadttheater Graz und nahm 1897 Engagement am Theater des Westens in Berlin. Sie vertauschte diese Kunststätte 1898 mit dem Schillertheater, ging 1899 nach Straßburg, trat 1900 in den Verband des Hoftheaters Weimar und wirkte 1901 am Stadttheater Elberfeld, wo sie als „Sappho“ debütierte. Nach 1904 war sie am Danziger Ensemble des dortigen Stadttheaters engagiert und erteilte zudem Sprechunterricht für angehende Schauspielerinnen (u. a. Lisbeth Glaeser-Wilken) und Schauspieler.
Über ihren weiteren Lebensweg ist nichts bekannt.